# 桂元忠
桂元忠（日语：／ Katsura Mototada），生卒年不詳，日本戰國時代武將，毛利氏家臣，毛利五奉行之一。元忠為桂廣澄之次子，其兄為桂元澄，其弟則有桂就延與桂保和，養子為桂就宣 。其官職為上總介。

## 生平
桂元忠為桂廣澄之次子，大永四年（1524年），受相合元綱叛變事件牽連，桂廣澄自刃。當時元忠與兄長元澄一度意圖在桂城自盡殉父，但在毛利元就的勸說下最終打消念頭。此後，桂氏繼續作為毛利家中的重臣而存續，其家族在毛利政權中扮演舉足輕重的角色。
天文十九年（1550年），毛利元就對安藝井上氏進行肅清，隨後的七月二十日，毛利氏家臣團共238人聯名誓言效忠毛利氏。元忠在誓約書中以「桂左衛門大夫元忠」之名列第8位簽名，顯示其在家臣中的地位頗為顯著。
同年，毛利隆元設立五奉行制度。元忠因其誠實正直的性格受到元就高度評價，遂被任命為五奉行之一。他與另一奉行兒玉就忠皆屬於親元就派，與赤川元保、國司元相、粟屋元親等親隆元派家臣產生對立。然而，元忠亦擔任元就與隆元之間的溝通橋樑，如隆元曾將一封勸阻元就隱居的書信交由元忠轉交，即是一例。
弘治三年（1557年）十二月，防長經略戰事結束後，毛利家臣239人再次聯名誓約，禁止軍隊擾民與擅自撤軍。元忠於此起請文中列第12位簽名，署名「桂左衛門大夫」，再次展現其在家中高位。
直到元龜元年（1570年）左右，元忠仍活躍於五奉行職務中。然而至元龜三年（1572年），其養子桂就宣接替了五奉行之職。此後有關桂元忠的行蹤便無確切記載，其晚年與去世情況亦不詳。

## 出處
1. ↑  近世防長諸家系図綜覧（1966）P.160-161、192
2. ↑  『毛利家文書』第401号
3. ↑  『毛利家文書』第402号